# 조정만
조정만(趙正萬, 1654년 ~ 1739년 4월 13일)은 조선 후기의 문신, 학자이다. 본관은 임천, 호는 정이(定而)이다. 조석형의 손자이자, 조경망의 아들로 태어났다. 사촌누이가 숙종의 장모인 가림부부인 조씨이므로 인원왕후의 외당숙부가 된다. 1681년(숙종 7년)에 진사시에 장원 급제하여 성균관에 입학하였으며, 관직에 나아가서는 여러 관직을 거쳐 정헌대부, 지중추부사에 올랐다. 사도세자의 저격수이며 노론 벽파의 지도자 김상로(金尙魯)는 그의 후처 전주이씨 소생 다섯째 사위였다.
어려서 송준길의 문하에서 학문을 배우고 1681년(숙종 7년)에 진사시에 장원 급제하여 성균관에 입학하였으며, 1688년 인현왕후 폐출사건 때 파직당했다가 1694년 인현왕후가 복위되면서 금부도사로 채용되었다. 이후 공조(工曹)와 호조(戶曹)의 낭관, 제용감(濟用監) 판관, 군자감 판관(判官), 상의원 첨정, 사복시(司僕寺) 첨정(僉正), 예빈시정, 장악원정 등을 거쳐 지방관으로는 강서현령(江西縣令), 평양부서윤(平壤府庶尹), 광산현감(光山縣監), 황해도 안악군수(安岳郡守), 청송부사과 성천부사, 나주(羅州), 능주(綾州), 청주(淸州), 양주(楊州), 경상도 상주(尙州) 등의 목사(牧使)등을 지냈다. 1722년 목호룡의 3급수설 당시 소론의 공격을 받고 평안북도 벽동군으로 유배되었다가 풀려났다.
영조 즉위후 복권하여 선공감부정(繕工監副正)을 거쳐 군자감정(軍資監正)으로 옮겨 제수되었다가 다시 지방관직인 경기도 수원부사(水原府使)에 제수하였다. 다시 충청도관찰사(忠淸道觀察使)에 제수되었으나 사퇴하고 부임하지 않았으며 장례원판결사, 호조참의, 공조참의를 거쳐, 장릉(長陵 : 인조와 원비 인열왕후의 능)의 표기(表記)를 써서 올려 특별히 가선대부(嘉善大夫)로 승진됐다.
그 뒤 한성부좌윤(漢城府左尹), 호조참판(戶曹參判) 겸 부총관(副摠管) 동지의금부사 등을 지내고 경연특진관(特進官)으로 경연장에서 영조에게“알욕존리(遏慾存理 : 욕심을 막고 천리를 보존함)”의 문구를 들어, 반복하여 경계할 것을 진술하자, 영조가 귀를 기울여 들으시곤, 공에게 “알욕존리(遏慾存理)” 4자를 써서 올리라하시며, 특별히 호랑이 가죽을 하사하였다. 그리고 손수 유지(諭旨)의 뜻으로 “일세용탄(一世聳歎)”이라는 휘호를 선물로 받았다. 1735년 특별히 자헌대부로 승진하여 지돈녕부사(知敦寧府事)가 되고 한성부 판윤, 공조판서, 형조판서를 거쳐 정헌대부로 승진하여 중추부지사에 이르렀다.
그는 경(經)·사(史)·백가서(百家書)에 두루 능통하였으며, 시와 서예에도 뛰어났다. 저서로는『오재집』이 있다.
묘소는 인천광역시 남동구 도림동에 있으며, 임천 조씨 오제공파 종중이 관리하고 있다.

## 가족
첫 부인에게 1녀를 두고 둘째 부인 전주이씨에게 4남 4녀를 두었으나 명두, 명익, 명기 등 아들 3명은 그보다 먼저 요절했다.
- 첫 부인 풍산홍씨(豊山洪氏, 참의(參議) 홍주국(洪柱國)의 딸)
  - 1녀
  - 사위 이의진(李義鎭)
    - 외손자 이준(李浚)
- 둘째 부인 전주이씨(全州李氏, 서령(署令 이진명(李晉命)의 딸)
  - 첫째 아들 조명두(趙明斗, 교관(敎官) 역임)
    - 손자 조덕수(趙德洙, 조명두가 아들이 없어 동생 명익의 아들 덕수를 입양)
    - 증손 조학증(趙學曾)

  - 둘째 아들 조명익(趙明翼, 문과 급제 후 대사헌(大司憲) 역임)
    - 양 손자 조덕순(趙德洵, 조명익도 아들이 없어 사촌형의 아들을 양자로 들임)
    - 손녀 사위 이익배(李益培)
    - 손녀 사위 민백증(閔百增)
    - 손녀 사위 홍범해(洪範海)

  - 셋째 아들 조명규(趙明奎, 정랑)
    - 손자 조덕호(趙德浩)
    - 손녀 사위 김수묵(金守黙)

  - 셋째 아들 조명기(趙明箕, 참봉)
    - 손자 조덕봉(趙德鳳)
    - 손녀 사위 이수(李琇)

  - 사위 윤집(尹潗)
    - 외손녀 사위 신경민(申景閔)
    - 외손녀 사위 이석중(李石重)

  - 사위 이덕현(李德賢)
    - 외손자 이사원(李思元)

  - 사위 정홍상(鄭弘祥)
    - 외손자 정존중(鄭存中)

  - 사위 김상로(金尙魯)
    - 외손자 김치양(金致讓)
    - 외손자 김치영(金致永)

## 같이 보기
- 노론
- 김상로
- 목호룡
- 삼급수설